# Frascaro
Frascaro (piemontiul: Frasché) település Olaszországban, Piemont régióban, Alessandria megyében. Lakosainak száma 424 fő (2023. január 1.).